# La collegiale
La collegiale è un film commedia del 1975 diretto da Gianni Martucci.

## Trama
Daniela va a vivere da alcuni parenti dopo essere cresciuta in un collegio di suore. Sarà l'inizio della scoperta della sua repressa sessualità.